# Dasynemoides spinosus
Dasynemoides spinosus är en rundmaskart som beskrevs av Gerlach 1963. Dasynemoides spinosus ingår i släktet Dasynemoides och familjen Ceramonematidae. Inga underarter finns listade i Catalogue of Life.